# Marpod
Marpod é uma comuna romena localizada no distrito de Sibiu, na região histórica da Transilvânia. A comuna possui uma área de 41.91 km² e sua população era de 851 habitantes segundo o censo de 2007.